# Neri Maria Corsini (1685-1770)
Neri Maria Corsini (Florença, 19 de maio de 1685 — Roma, 6 de dezembro de 1770) foi um nobre italiano e sobrinho do Papa Clemente XII, feito cardeal in pectore no consistório de 14 de agosto de 1730 — sua criação como cardeal foi tornada pública em dezembro de 1730. Exerceu vários cargos na Cúria Romana, nomeadamente no Supremo Tribunal da Assinatura Apostólica. Em 1736, comprou o Palazzo Corsini, em Roma. De 1753 até sua morte, foi secretário da Congregação da Inquisição. Participou no conclave de 1740 em que o papa Bento XIV foi eleito, depois do conclave de 1758 (eleição de papa Clemente XIII) e no conclave de 1769 (eleição de papa Clemente XIV). 
É considerado por alguns ter redigido a encíclica In eminenti apostolatus specula, despachada pelo Papa Clemente XII, em 28 de Abril de 1738, contra a Maçonaria.

## Biografia
Nascido em Florença, Corsini foi o segundo dos dois filhos de Filippo Corsini e Lucrezia Rinuccini, da influente família Corsini. Viajou extensivamente pela Europa entre 1709 e 1713. Em seguida, foi nomeado embaixador do Grão-Ducado da Toscana na França em 1709, exercendo o mesmo cargo na Inglaterra. Atuou como Ministro Plenipotenciário nas negociações que resultaram no Tratado de Haia em 1720.
Após a morte de seu patrono, o Grão-Duque Cosimo III de' Medici em 1723, Corsini mudou-se para Roma, onde em 1726 tornou-se secretário de seu tio, o Cardeal Lorenzo Corsini, servindo-o até sua eleição como papa, sob o nome de Papa Clemente XII em 1730. Seu tio então o nomeou cardeal diácono in pectore no consistório de 14 de agosto de 1730. Sua criação como cardeal foi tornada pública em dezembro do mesmo ano, e ele recebeu como igreja titular a Igreja de S. Adriano - que foi desconsagrada em 1946 e retornou ao seu estado arqueológico como a Casa do Senado Romano.
Depois disso, Corsini doou a biblioteca do Palácio Agonal, antiga residência de seu tio, à Santa Sé e abriu sua biblioteca ao público. O bibliotecário do Vaticano, Giovanni Gaetano Bottari, foi seu conselheiro. Ele então exerceu várias funções na Cúria Romana. Ele também foi persuadido a buscar as Ordens Sagradas, tornando-se padre em 1733, após o que foi nomeado Prefeito do Supremo Tribunal da Assinatura Apostólica.
Em 1736, Corsini comprou uma antiga propriedade em Roma na qual construiu o Palazzo Corsini. Ele optou por trocar sua igreja titular pela Basílica de Sant'Eustachio, na qual construiu um altar elaborado para guardar os restos mortais de seu santo padroeiro. Seu tio o chamou para resolver uma disputa com o Reino de Portugal, que resultou em uma concordata com aquele estado. Em 1737, ele foi nomeado Protetor da Irlanda.
Corsini participou do conclave de 1740 no qual o Papa Bento XIV foi eleito, por quem foi imediatamente nomeado Arcipreste da Basílica de São João de Latrão (1740-1770). Ele também participou do Conclave de 1758, que elegeu o Papa Clemente XIII, e do Conclave de 1769, que elegeu o Papa Clemente XIV. De 1753 até sua morte em 1770, ele foi Secretário da Inquisição Romana.
Corsini morreu em seu palácio em 6 de dezembro de 1770, aos oitenta e cinco anos. Ele foi enterrado na Capela Corsini na Basílica de São João de Latrão.